# Santa Venetia
Santa Venetia és una concentració de població designada pel cens dels Estats Units a l'estat de Califòrnia. Segons el cens del 2000 tenia 4.298 habitants.

## Demografia
Segons el cens del 2000, Santa Venetia tenia 4.298 habitants, 1.646 habitatges, i 1.048 famílies. La densitat de població era de 441,3 habitants/km².
Dels 1.646 habitatges en un 25,5% hi vivien nens de menys de 18 anys, en un 49% hi vivien parelles casades, en un 10,6% dones solteres, i en un 36,3% no eren unitats familiars. En el 26,2% dels habitatges hi vivien persones soles el 12,7% de les quals corresponia a persones de 65 anys o més que vivien soles. El nombre mitjà de persones vivint en cada habitatge era de 2,47 i el nombre mitjà de persones que vivien en cada família era de 2,91.
Per edats la població es repartia de la següent manera: un 18,1% tenia menys de 18 anys, un 5,2% entre 18 i 24, un 27,3% entre 25 i 44, un 29,1% de 45 a 60 i un 20,3% 65 anys o més.
L'edat mitjana era de 45 anys. Per cada 100 dones de 18 o més anys hi havia 87,5 homes.
La renda mitjana per habitatge era de 75.600 $ i la renda mitjana per família de 77.202 $. Els homes tenien una renda mitjana de 48.938 $ mentre que les dones 42.500 $. La renda per capita de la població era de 34.732 $. Entorn del 4,3% de les famílies i el 7,3% de la població estaven per davall del llindar de pobresa.

## Poblacions més properes
El següent diagrama mostra les poblacions més properes.